# MEET THE BLUE HEARTS
『MEET THE BLUE HEARTS ～BEST COLLECTION IN USA～』（ミート・ザ・ブルーハーツ ～ベスト・コレクション・イン・ユーエスーエー～）は、日本のパンク・ロックバンド、THE BLUE HEARTS初のベスト・アルバム。1995年1月1日発売。発売元はメルダック。

## 概要
THE BLUE HEARTSの結成10周年を記念してメルダック在籍時代にアメリカのみで発売されていた「BLAST OFF!」「THE BLUE HEARTS」をニュー・マスタリングして発売。
日本ではインナー・カヴァー・デザインと歌詞カードの表記等、アメリカ盤を忠実に再現した上でUSAライヴ未発表音源が2曲収録（CDⅠの#7, #8）。歌詞カードには英訳と併せて日本語のローマ字表記も記載されている。

## 収録曲
| 全編曲: THE BLUE HEARTS。 |                                              |            |       |
| #                         | タイトル                                     | 作詞・作曲 | 時間  |
| 1.                        | 「キスしてほしい（トゥー・トゥー・トゥー）」 | 甲本ヒロト | 3:15  |
| 2.                        | 「スクラップ」                               | 真島昌利   | 2:38  |
| 3.                        | 「NO NO NO」                                 | 甲本ヒロト | 2:26  |
| 4.                        | 「ダンス・ナンバー」                         | 真島昌利   | 1:26  |
| 5.                        | 「リンダ リンダ」                            | 甲本ヒロト | 3:22  |
| 6.                        | 「人にやさしく」                             | 甲本ヒロト | 3:12  |
| 7.                        | 「僕の右手」(LIVE)                           | 甲本ヒロト | 3:12  |
| 8.                        | 「ハンマー （48億のブルース）」(LIVE)        | 甲本ヒロト | 2:11  |
| 合計時間:                 | 合計時間:                                    | 合計時間:  | 21:42 |

| 全編曲: THE BLUE HEARTS。 |                             |                                                       |       |
| #                         | タイトル                    | 作詞・作曲                                            | 時間  |
| 1.                        | 「未来は僕等の手の中」      | 真島昌利                                              | 2:26  |
| 2.                        | 「爆弾が落っこちる時」      | 真島昌利                                              | 2:06  |
| 3.                        | 「終わらない歌」            | 真島昌利                                              | 3:04  |
| 4.                        | 「少年の詩」                | 甲本ヒロト                                            | 2:40  |
| 5.                        | 「チェルノブイリ」          | 真島昌利                                              | 3:07  |
| 6.                        | 「青空」                    | 真島昌利                                              | 4:47  |
| 7.                        | 「TRAIN-TRAIN」             | 真島昌利                                              | 3:47  |
| 8.                        | 「風船爆弾 (バンバンバン)」 | - 河口純之助・甲本ヒロト（作詞） - 河口純之助（作曲） | 2:56  |
| 9.                        | 「電光石火」                | 甲本ヒロト                                            | 2:46  |
| 10.                       | 「ブルースをけとばせ」      | 真島昌利                                              | 4:44  |
| 11.                       | 「ラブレター」              | 甲本ヒロト                                            | 3:27  |
| 12.                       | 「ブルーハーツのテーマ」    | 甲本ヒロト                                            | 2:07  |
| 合計時間:                 | 合計時間:                   | 合計時間:                                             | 37:57 |

### 楽曲解説

#### CDI
1. 「キスしてほしい（トゥー・トゥー・トゥー）」
アメリカ盤ブックレットでの表記は「I WANNA KISS ME （KISS SHITE HOSHII）」。
2. 「スクラップ」
アメリカ盤ブックレットでの表記は「SCRAP」。
3. 「NO NO NO」
4. 「ダンス・ナンバー」
アメリカ盤ブックレットでの表記は「DANCE NUMBER」。
5. 「リンダ リンダ」
アメリカ盤ブックレットでの表記は「LINDA LINDA」。
6. 「人にやさしく」
アメリカ盤ブックレットでの表記は「BE NICE （HITO NI YASASHIKU）」。
7. 「僕の右手 (USA LIVE VERSION)」
1989年8月19日 Starry Night Club（ポートランドのライブハウス）「THE BLUE HEARTS PORTLAND TOUR '89」。
8. 「ハンマー [48億のブルース] (USA LIVE VERSION)」
1991年10月30日 ダンス・テリア（ニューヨークのライブハウス）「THE BLUE HEARTS U.S TOUR '91」。

#### CDII
1. 「未来は僕等の手の中」
アメリカ盤ブックレットでの表記は「THE FUTURE IS IN OUR HANDS （MIRAI WA BOKURA NO TE NO NAKA）」。
2. 「爆弾が落っこちる時」
アメリカ盤ブックレットでの表記は「WHEN THE BOMBS FALL （BAKUDAN GA OKKOCHIRU TOKI）」。
3. 「終わらない歌」
アメリカ盤ブックレットでの表記は「AN ENDLESS SONG （OWARANAI UTA）」。
4. 「少年の詩」
アメリカ盤ブックレットでの表記は「A BOY'S SONG （SHONEN NO UTA）」。
5. 「チェルノブイリ」
アメリカ盤ブックレットでの表記は「CHERNOBYL」。
6. 「青空」
アメリカ盤ブックレットでの表記は「BLUE SKY （AOI SORA）」。
7. 「TRAIN-TRAIN」
シングルヴァージョン同様、アルバム「TRAIN-TRAIN」冒頭ハープ演出がカット。
8. 「風船爆弾（バンバンバン）」
アメリカ盤ブックレットでの表記は「PAPER BALLOON BOMB （FUSEN BAKUDAN）」。
9. 「電光石火」
アメリカ盤ブックレットでの表記は「THE THUNDERBOLT （DENKO SEKKA）」。
10. 「ブルースをけとばせ」
アメリカ盤ブックレットでの表記は「KICK THE BLUES （BURUSU WO KETOBASE）」
11. 「ラブレター」
アメリカ盤ブックレットでの表記は「LOVE LETTER」。
12. 「ブルーハーツのテーマ」
アメリカ盤ブックレットでの表記は「THE BLUE HEARTS THEME （BLUE HEARTS NO THEME）」。

## 参加ミュージシャン
THE BLUE HEARTS
- 甲本ヒロト - ボーカル
- 真島昌利 - ギター
- 河口純之助 - ベース
- 梶原徹也 - ドラム